# Jüdischer Friedhof (Jülich)

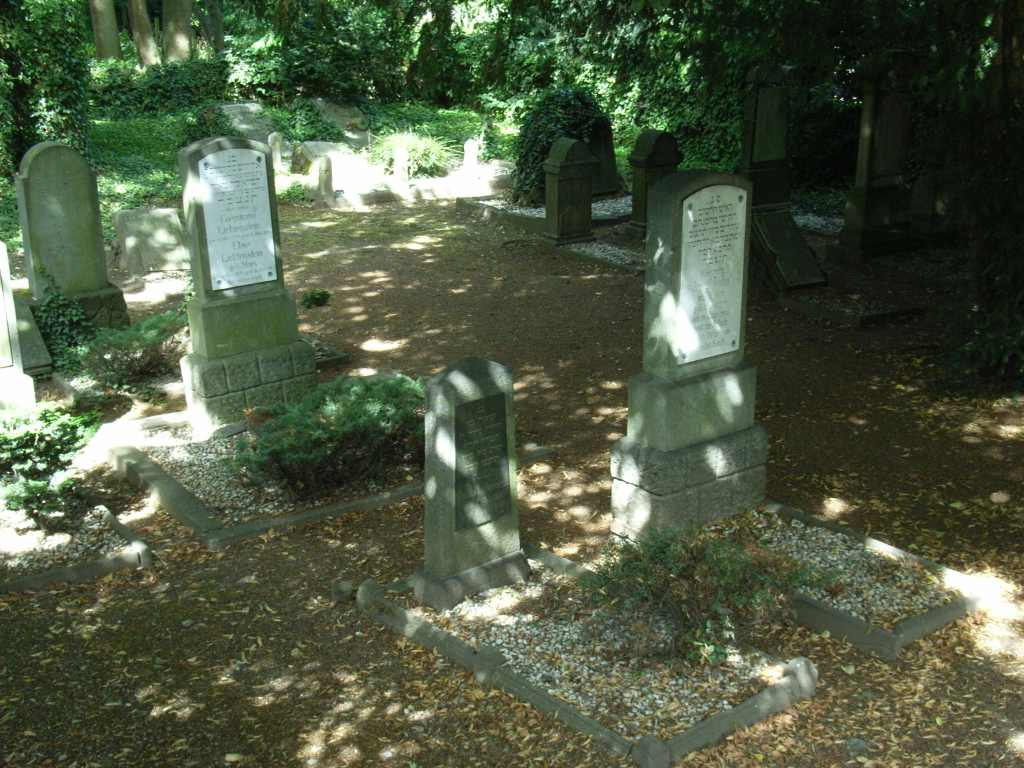
Jüdischer Friedhof in Jülich

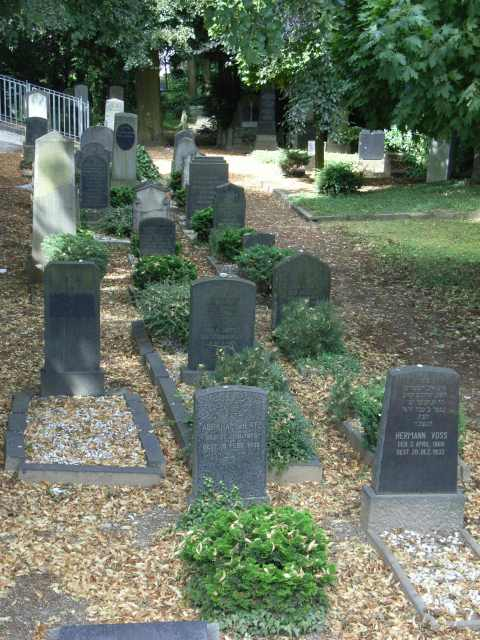
Jüdischer Friedhof in Jülich

Der Jüdische Friedhof in Jülich, einer Stadt im Kreis Düren in Nordrhein-Westfalen, ist ein geschütztes Kulturdenkmal und befindet sich an der Aachener Straße.

## Geschichte
Die jüdische Gemeinde Jülich besaß bereits einen alten Friedhof, der aufgegeben werden musste, weil das Militär das Gelände beanspruchte. Deshalb wurde 1816 der neue Friedhof angelegt und bis 1942 belegt. Heute sind noch 50 Grabsteine (Mazewot), darunter sechs Doppelgräber, vorhanden.
Das 2001 in unmittelbarer Nähe des Friedhofs errichtete Mahnmal erinnert an die während der Zeit des Nationalsozialismus ermordeten jüdischen Bürger aus dem Jülicher Land (Jülich, Aldenhoven, Linnich, Titz und Inden).